# Kama Sutra

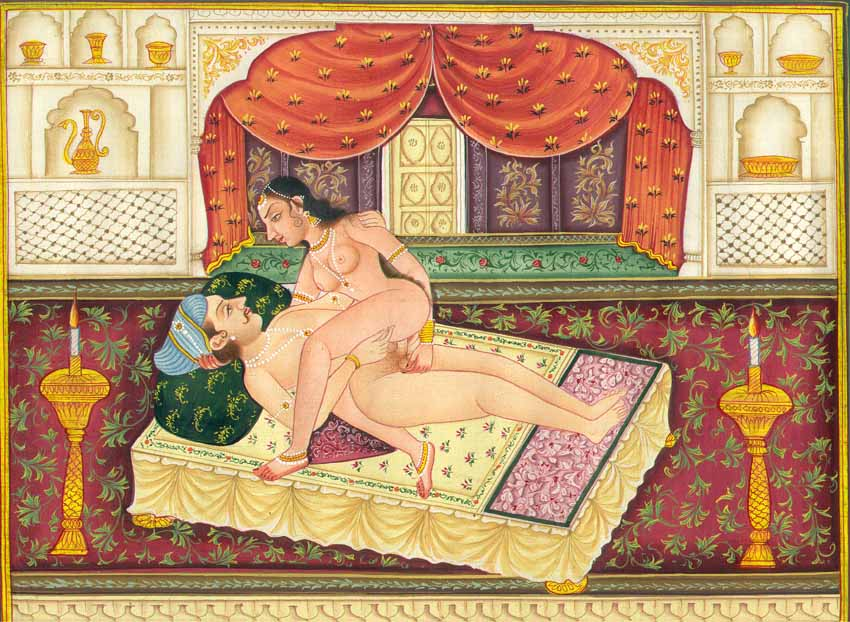
Posição ilustrada no Kama Sutra.

Kamasutra (Sânscrito: कामसूत्र),  geralmente conhecido no mundo ocidental como Kama Sutra, foi um antigo texto indiano publicado em algum período da segunda metade do século III d.C e retrata sobre o comportamento sexual humano, e durante a antiguidade foi amplamente considerado o trabalho definitivo sobre amor na literatura sânscrita. O texto foi escrito por Vatsyayana, como um breve resumo dos vários trabalhos anteriores que pertencia a uma tradição conhecida genericamente como Kama Shastra.
“Ao contrário do que muitos pensavam na época, o Kama Sutra não foi  um  manual de sexo, nem um trabalho sagrado ou religioso e também não foi um texto tântrico. Na abertura de um debate sobre os três objectivos da antiga  vida hindu - Darma, Artha e Kamadeva - a finalidade do Vatsyayana foi estabelecer kama, ou gozo dos sentidos, no contexto. Assim, Darma (ou vida virtuosa)  era o maior objetivo, Artha, o acúmulo de riqueza era a próxima, e Kama era o menor dos três.” — Indra Sinha.
Kama foi considerado a literatura do desejo. Já o Sutra foi o discurso de uma série de aforismos. Sutra era um termo padrão para um texto técnico, assim como o Yôga Sútra de Pátañjali. O texto foi escrito originalmente como Vatsyayana Kamasutram (ou "Aforismos sobre o amor, de Vatsyayana"). A tradição dizia que o autor foi um estudante celibatário que viveu em Pataliputra, um importante centro de aprendizagem. As origens do autor não são muito claras, alguns historiadores acreditam  que ele tenha vivido entre o século I e VI d.C por citar que Satakarni, um rei de Kuntala , matou Malayevati, sua esposa, com um instrumento chamado Katari, golpeando-a na paixão do amor. Acredita-se que este rei de Kuntala tenha vivido e reinado durante o século I a.C e consequentemente Vatsyayana deve ter vivido depois dele.[carece de fontes?]

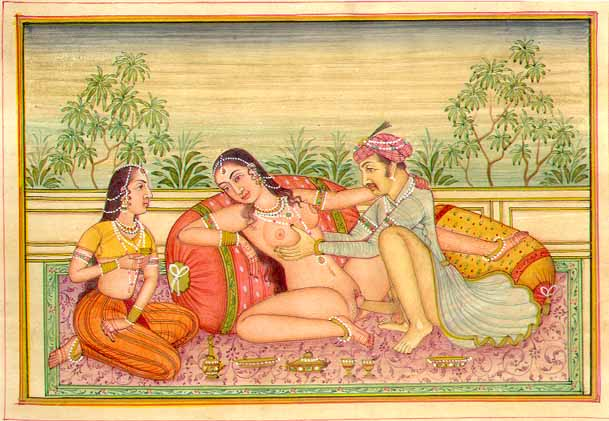
Posição ilustrada no Kama Sutra.

## Trechos do livro
- "Foi dito por alguém que não há ordem ou momento exatos entre o abraço, o beijo e as pressões ou arranhões com as unhas ou dedos, mas que todas essas coisas devem ser feitas, de um modo geral, antes que a união sexual se concretize, ao passo que as pancadas e a emissão dos vários sons devem ocorrer durante a união. Vatsyayana, entretanto, pensa que qualquer coisa pode ocorrer em qualquer momento, pois o amor não se incomoda com o tempo ou ordem."
- "Quando o amor se intensifica, entram em jogo as pressões ou arranhões no corpo com as unhas. As pressões com as unhas, entretanto, não são comuns senão entre aqueles que estejam intensamente apaixonados, ou seja, cheios de paixão. São empregadas, juntamente com a mordida, por aqueles para quem tal prática é agradável."

## Ilustrações do Kama Sutra

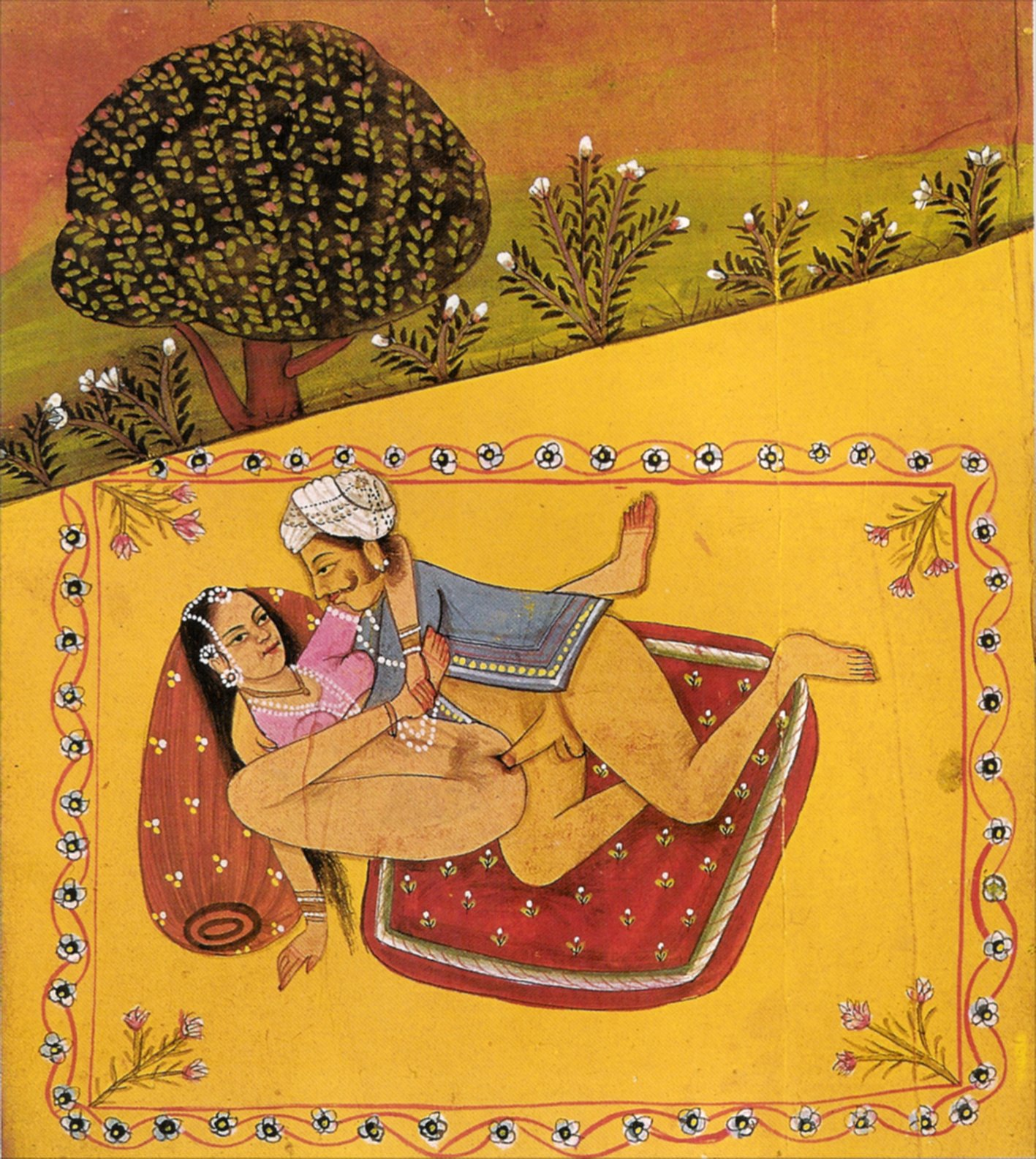
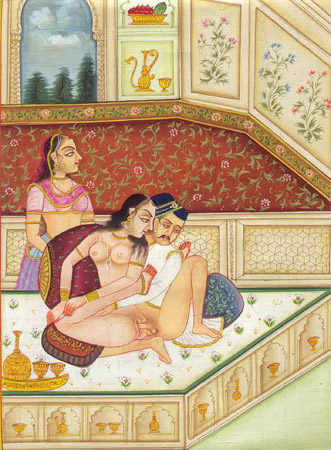
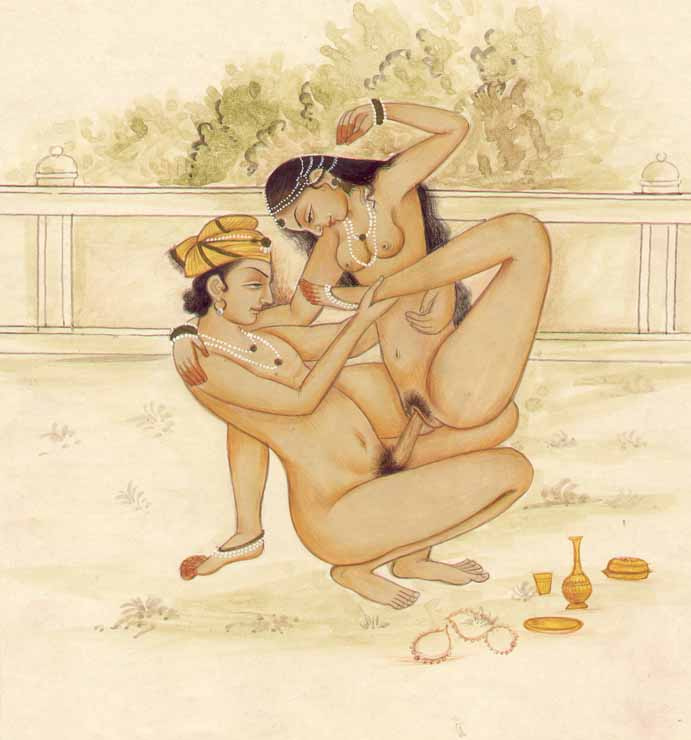
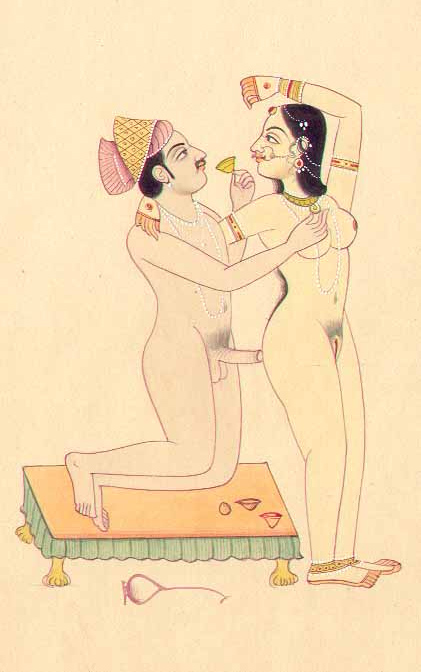
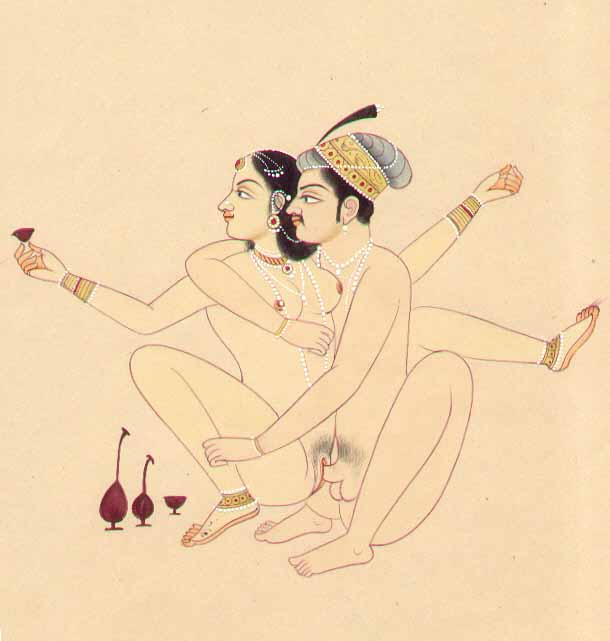
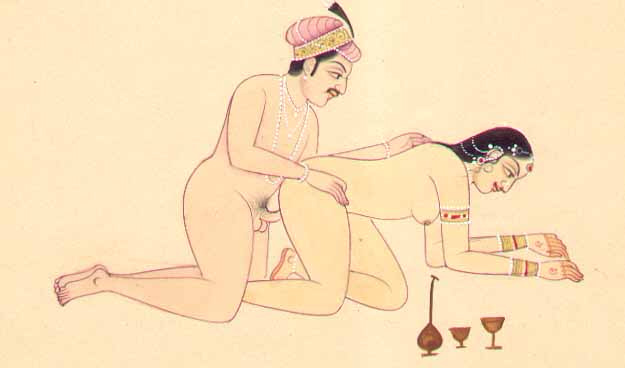
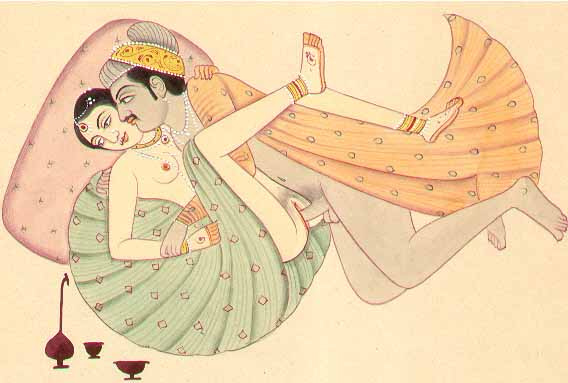
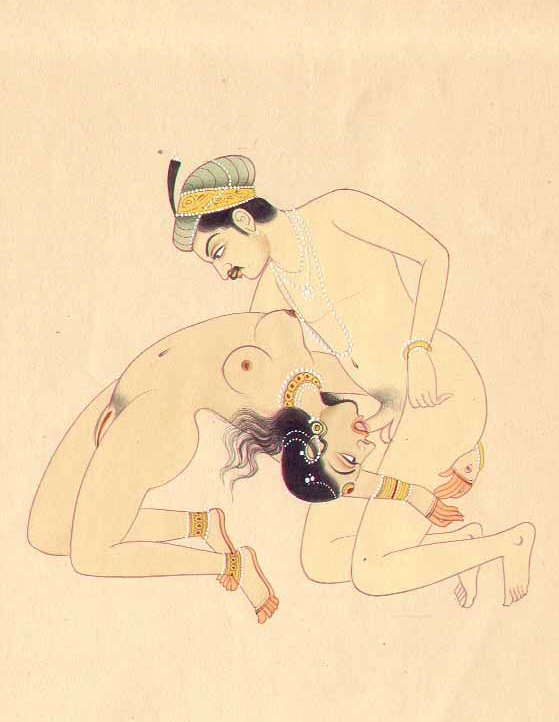

## Ver também

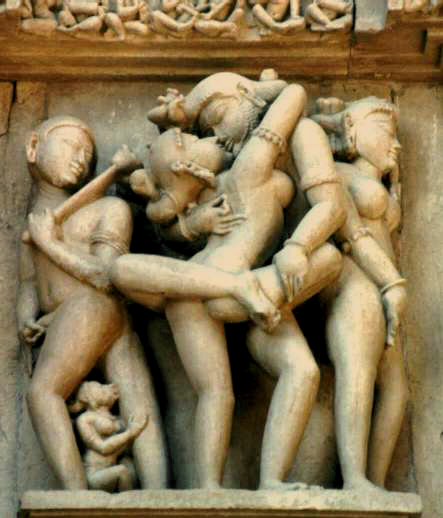
Escultura num dos templos de Khajuraho.